# جان استیون مندوزا والنسیا
جان استیون مندوزا والنسیا (زاده ۲۷ ژوئن ۱۹۹۲) یک فوتبالیست حرفه‌ای کلمبیایی است که در پست مهاجم برای باشگاه سانتوس سری  آ برزیل بازی می‌کند. او در سال ۲۰۱۹ دو بازی ملی برای تیم ملی فوتبال کلمبیا انجام داد.
او که در Envigado تشکیل شد و به باشگاه فوتبال آمریکا ده کالی و کوکوتا دپورتیوو قرض داد، در سال ۲۰۱۳ به باشگاه ورزشی دپورتیوو کالی پیوست. در سال ۲۰۱۴، او با باشگاه فوتبال چنایین برای اولین فصل سوپر لیگ هند قرارداد امضا کرد، پس از آن به کورینتیانس پیوست و برای قسط دوم ISL قرض داده شد. او در آن فصل برنده کفش طلا شد و به چنایین کمک کرد تا ISL را برنده شود. پس از قرضی‌های بیشتر در نیویورک سیتی و باهیا، در ژانویه ۲۰۱۸ با آمیان قرارداد امضا کرد. سه سال بعد، او با باشگاه ورزشی سئارا به سری آ برزیل سری A بازگشت.